# H7N9

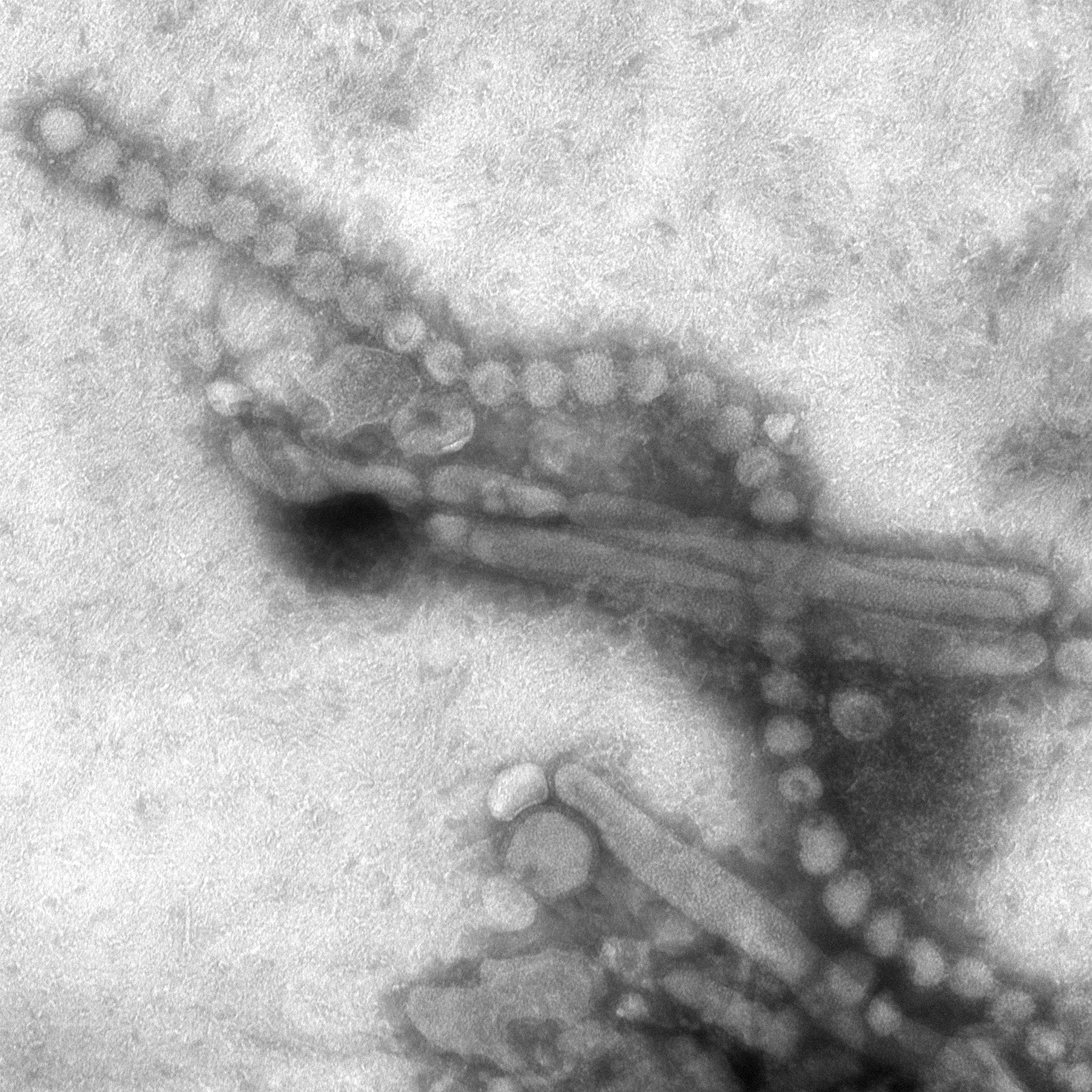

A형 인플루엔자 바이러스 H7N9 아형(영어: Influenza A virus subtype H7N9)은 인플루엔자 A종의 항원형이다. 조류 인플루엔자 A종 H7바이러스는 인간을 때때로 감염시키는 것으로 알려진 일부 변종이 있는 조류 개체군 사이에서 보통 돌아다닌다. H7N9바이러스는 2013년 3월에 중국에서 인간을 감염시킨 것으로 최초 보고되었다. 증례는 4월 내내 계속 보고되었고 그 다음에 여름 달 동안에는 몇몇 증례만으로 하락했다. 연말에는 144개 증례가 보고되었는데, 그 중 46명은 사망했다. 이 인플루엔자는 겨울 달 동안에 발생하는 경향이 있는 것으로 알려져 있으며, 10월에 시작된 두번째 여파는 1월 말에 시작하는 중국 설 명절에 한정된 가금류 생산의 급증을 따라 번졌다. 2014년 1월에는 질병 확진 증례 96명과 사망 19명으로 질병 보고의 급등이 야기됐다. 2014년 4월 시점에 발병은 전부 홍콩의 7건을 포함해 419건이었고 비공식 사망자 수는 127명이었다.
세계보건기구는 H7N9가 이례적으로 인간에게 위험한 바이러스라고 확인했다. 대부분의 증례는 대략 30%의 사망률이 있는 중증 호흡곤란을 야기했다. 연구자들은 H7N9에 감염된 환자 중 노년 남성의 이례적 유병률을 언급했다. 이러한 양상에 대한 여러 환경적 행동적 생물학적 설명이 제안되었지만, 그 이유는 알려지지 않은 채로 남아 있다.
H7N9의 인간 증례의 다수는 살아 있는 조류 시장과 연관성이 있다는 것이 밝혀졌다. 2014년 1월 시점에 인간 대 인간 전파를 지지하는 증거는 없었지만, 조류 독감에 대한 세계 주도 전문가 중 한 사람이 이끄는 연구 집단에서는 인간 대 인간 전파의 여러 사례가 의심된다고 보고했다. H7N9는 감시망을 더 많이 어렵게 하는 가금류를 죽이지 않는다. 중국 과학자들은 2013년 10월 26일에 백신 개발을 공표했지만 H7N9는 광범위한 예방접종을 받을 만한 정도로 멀리 퍼지지는 않았다고 말했다. 배경과 전파 관련 연구는 진행 중이다.

## H7N9 바이러스
인플루엔자바이러스 A형은 바이러스 표면의 두 단백질 즉 헤마글루티닌(en:Hemagglutinin (influenza))과 뉴라미니다제(en:Viral neuraminidase)에 기반해 두 아형으로 나뉜다. H7N9라는 조류 인플루엔자 A종 바이러스 명칭은 H7아형의 헤마글루티닌과 N9아형의 뉴라미니다제를 지니고 있는 것으로 식별한다.
조류 인플루엔자 A종 H7바이러스는 새들 중에 보통 돌아다니는 인플루엔자 바이러스 중 한 군이다. 인간의 H7 인플루엔자 감염은 흔치 않지만 감염된 새와 직접 접촉한 사람들 중 세계적으로 확진되어 왔다. 대부분 감염은 결막염 경도 수반과 경도 상기도 증상이다. 조류 인플루엔자 A종 바이러스는 H7바이러스의 더 큰 군 중 한 아군이다. 몇몇 H7바이러스(즉 en:Influenza A virus subtype H7N2, en:Influenza A virus subtype H7N3, en:Influenza A virus subtype H7N3)는 때때로 인간을 감염시키는 것이 발견되었지만, 발병이 네덜란드 일본 미국에서 보고되면서 H7N9가 미리 새에서만 분리되었다. 중국의 2013년 발병이 되어서야 H7N9가 있는 인간 감염이 보고되었다.
인플루엔자 A종의 유전적 특징은 인류를 감염시키는 H7N9가 아시아의 가금류와 야생 조류에 주지된 여러 부모바이러스(parent virus) 간의 유전자 재조합에서 비롯된다는 것을 보여준다. 2011년 저장성의 오리 표본에서 발견된 염기서열과 대부분 밀접하게 관련돼 있다. 지금까지 증거는 신종 H7N9바이러스가 네 기원에서 진화했을 수 있다는 것을 시사한다. 헤마글루티닌을 암호화하는 유전자는 오리에 기원을 두고 있고 뉴라미니다제를 암호화하는 유전자는 오리와 아마도 야생 조류에 기원을 두고 있다고 가정된다. 여섯가지 내부 유전자는 최소 두 가지 H9N2에서 비롯했다. 헤마글루티닌 유전자는 야생 조류와 오리의 동아시아-호주 철새이동경로(en:East Asian–Australasian Flyway)에서 돌아다니고 있지만 뉴라미니다제 유전자는 유럽 계통에서 유입되어서 동아시아 철새이동경로를 따른 이동을 통해 야생 조류에서 중국 오리에 전파된다.
세계보건기구의 보건 및 환경 사무국장보인 게이지 후쿠다(en:Keiji Fukuda) 박사는 토론토 회견에서 “제가 생각하기에는 새의 하위경로와 관련 있는 상황이 (아직도) 사람을 발병시킨 다음 이러한 유전적 변천을 하는 것으로 보이는, 이 시점의 새 영역을 우리가 찾고 있습니다. 저는 단지 이 결합이 이끌 미래를 알지 못할 뿐입니다. 당신이 상상하는 거의 모든 것이 가능합니다. 그리고 그 다음에는 일어날 미래가 당신이 상상할 수 없는 상황이라는 거죠.”라고 논평했다.
미국 질병통제예방센터 인플루엔자 분과의 심의관에 따르면, H7N9의 유전적 구성은 과거 10년 넘게 600명 이상을 감염시킨 H5N1의 구성과는 '놀랍도록 다르다'. “이 둘 사이의 다른 점은 H5바이러스가 조류독감의 많은 특징을 아직도 유지하고 있는데, 이 H7N9는 포유류에 대한 일부 적응성을 보인다는 겁니다. 이 사실이 다른 점이며 우리를 우려시키는 것입니다. 인체 바이러스가 되려면 아직 갈 길이 더 있습니다만, 사실은 이 바이러스가 순 조류독감과 순 인간독감의 중간 위치 어디엔가 있습니다.”
2013년 8월에는 이 바이러스가 치명적 인간 전염성이 될 위험성을 추산하도록 과학자들이 바이러스의 돌연변이 형태를 만들 계획이라고 공표되었다. 유전적 변형 작업은 H7N9의 감염성이 높고 치명적 형태를 낳을 것이어서 전 세계의 여러 고도 안전 실험실에서 수행되고 있다.

## 2013년 보고된 사례
2013년 3월 31일, 보건부에 속하는 홍콩의 위생방호중심은 국가위생산아제한위원회로부터 인플루엔자 A(H7N9)의 인간 감염 사례 3가지에 관한 통보를 받았다.

### 전파
2013년 4월 1일, 감염이 확인된 환자는 3명, 그 중 사망한 환자는 2명이다. 사망한 환자는 상하이에서 사는 27대 남자와 87대 남자이다. 사망한 1명은 조류를 판매했고, 다른 1명은 동물과의 접촉이 없었다. 감염된 환자는 안후이성에 사는 35대 여자이다.
2013년 4월 3일, 4명의 환자가 추가로 확인되었다. 상하이 인근의 장쑤성, 안후이성에서 발생했다. 감염된 환자중 동물과 접촉한 사람은 45세 여자이다.
2013년 4월 4일, 저장성에서 3명이 감염돼 1명이 사망하였고, 상하이에서도 가금류를 운송한 40대 남자가 숨졌다. 총 감염자는 11명이고, 동물과 접촉한 사람은 4명, 총 사망자는 5명이다.
2013년 4월 5일, 후저우시와 상하이에서 각각 1명이 사망하였고, 총 사망자는 6명이다. 감염자는 상하이 6명, 장쑤성 4명, 저장성 3명, 안후이성 1명 총 14명이다.
2013년 4월 7일, 총 감염자가 18명이다. 총 사망자는 6명이다.
2013년 4월 8일, 감염자는 저장 성과 안후이 성등 4개 성에서 21명, 총 사망자는 7명이다.
2013년 4월 9일, 감염자는 24명, 총 사망자는 8명이다.
2013년 4월 10일, 감염자는 31명, 총 사망자는 9명이다.
2013년 4월 11일, 감염자 38명와 총 사망자는 10명이라고 발표하였다.
2013년 4월 12일, 감염자 40명와 총 사망자는 11명이라고 발표하였다.
2013년 4월 13일, 베이징에서 1명의 감염자가 발생했다. 총 감염자는 49명, 총 사망자는 11명이다.

### 반응
과학계는 중국을 H7N9에 대한 그 투명도와 빠른 반응으로 칭찬했다. 2013년 4월 24일자 사설에서 네이처지는 “중국은 H7N9 조류인플루엔자의 발병에 대한 빠른 반응과 보고와 자료 공유 초기의 개방성으로 칭찬받을 자격이 있다 ”고 말했다. 신종 H7N9 바이러스를 분리하고 배열 순서 규명하는 그들의 작업으로 신뢰를 잃을 수 있는 중국 과학자와 공무원에 따른 초기의 우려에도 불구하고 노바티스 제약회사와 크레이그 벤터 연구소(J. Craig Venter Institute)를 따라, 이것은 중국팀과 협력을 제공하지 않고 미국자금으로 운영되는 H7N9 백신을 개발하기 위해 자신들의 염기서열을 사용한 것이다. 중국 과학자와 공무원은 자신들의 자료 사용은 그 염기서열을 사용하는 과학자에게 GISAID에 자료를 위탁한 사람들과 협력을 신용하고 제안하도록 요구하는 GISAID 공유 메커니즘의 정신으로 초기에 취급되지 않는다는 것을 믿었다. 네이처지는 일단 의사소통경로가 열리고 정당이 협력하기로 동의하면 이 상황이 빠르게 완화된다고 결론지은 중국 공무원이 GISAID 회장 Peter Bogner에게 감사해 했다고 인용했다.
몇 십년도 전에 H5N1 조류 인플루엔자 대항하는 가금류 백신접종이 중국 수의기술자가 H7N9의 최근 전파의 실수를 인정하기 어렵게 할 수도 있다는 우려에도 불구하고 중화인민공화국 농업부는 이번은 H7N9바이러스 발생을 확인하려는 노력을 간섭하지 않는 것이라고 말하면서 초기 조류 독감 균주에 대항하는 대규모 가금류 백신접종 정책을 옹호했다.

## 질병 전파를 예방하려는 노력
2013년 4월에 상하이의 보건부장관이 H7N9를 보인 상하이 쑹장구의 Huhuai 농산물도매시장에서 수집된 비둘기 표본에 따라 조류를 폐사시켰다. 2013년 4월 4일 상하이 당국은 살아있는 닭 거래 지역을 폐쇄하고 모든 조류를 도살했다. 민항구의 두 다른 지역에 있는 가금류 거래 지역도 폐쇄되었다. 유전자 염기서열 분석 후에 국립조류독감기준실험실은 장관이 말한 바 비둘기에서 발견된 H7N9 균주가 H7N9 바이러스에 감염된 사람에게서 발견된 것과 유사 유전자형이었다고 결론을 내렸다. 2013년 4월 22일에 포브스지는 가금류 산업 손실상 27억을 보고한 중국 국영 언론을 인용했다.
2014년 1월에 질병 보고가 급격한 상승이 일어났을 때, 중국 정부는 49명의 증례와 12명의 사망자가 보고된 저장성의 3도시에서 살아있는 닭 거래를 중단시킴으로써 반응했다. 게다가 상하이의 살아 있는 닭 거래는 3달 동안 중단되었다. 홍콩에서 당국은 광둥성 출신의 살아 있는 닭에서의 H7N9 발견에 21일 동안 20000마리의 닭을 폐사시키면서 중국 본토 출신의 신선한 가금류 수입을 유예하는 것과 바이러스 전파를 통제하는 노력상의 기타 조치로써 반응했다. 1월 18일에 중국 당국은 4달 동안 금지령을 연장하겠다고 공표했다. (중국) 보건부장관도 당국은 질병에서 벗어나는 것을 보장하기 위해 수입 가금류가 검역될 수 있는 시설을 세움으로써 병든 조류가 시장에 들어오는 것에서 방지할 계획이라고 말했다.

### 증상과 치료
세계보건기구에 따르면, 증상은 중증 폐렴으로 진행할 수 있는, 열, 기침, 숨가쁨을 포함한다. 이 바이러스는 사이토카인 폭풍으로 알려진 것을 유발하면서 면역 체계를 과부하시킬 수도 있다. 패혈증과 기관기능장애(en:Organ dysfunction)도 가능하다. 뉴잉글랜드 의학저널(en:The New England Journal of Medicine)의 한 기사에서 의사들은 H7N9 바이러스 감염의 확진 증례인 환자의 대부분은 중환자였고 약 20%는 급성 호흡곤란증후군(en:Acute respiratory distress syndrome)이나 다발 기관기능장애(en:Multiple organ dysfunction syndrome)로 죽었다고 보고했다. 항원 및 유전자 염기서열은 H7N9가 오셀타미비르와 자나미비르 같은 뉴라미니데이스 억제제(en:Neuraminidase inhibitor)에 민감하다는 것을 시사한다. 오셀타미비르의 치료 편익은 의심스럽지만, 초기 감염 증례에서의 이런 뉴라미니다제 억제제를 사용하는 것은 효과적일 수도 있다. 하지만 2013년 5월 초의 네이처지에 따르면 오셀타미비르 저항성 변형체이면서 뉴라미니다제 저항성인 균주가 이미 식별되었다. 더 나은 약제가 한창 진행 중이다. 패혈증이 있는 다발 기관기능장애를 촉발하는 독감과 세균을 포함하는 여러 병원균은 면역체계의 비등온 활성화(runaway overactivation)를 촉발함으로써 죽는다. 일본 도쿄에 기반을 둔 제약 회사인 엘사이는 이 반응을 차단하는 에리토란(en:Eritoran)이라는 약제를 지니고 있다.

## 같이 보기
- 항원대변이
- H5N1
- 인수공통감염병